# Luis Fernando Rizo-Salom
Luis Fernando Rizo-Salom (Cali, 6 de diciembre de 1971 – Chartres, 21 de julio de 2013) fue un compositor colombiano de música clásica contemporánea quién vivió y trabajó en París entre 1999 y 2013.

## Biografía
Luis Fernando Rizo-Salom obtuvo su diploma de composición en la Pontificia Universidad Javeriana de Bogotá en 1998. En 1999, viaja a Francia para continuar sus estudios con Emmanuel Nunes en el Conservatorio de París. Su interés por las nuevas tecnologías aplicadas a la composición musical lo llevan a realizar el prestigioso cursus del IRCAM en 2005 (un programa de formación para compositores enfocado en música por computador), en dónde escribe su obra Big Bang para viola y electrónica.
Entre 2005 y 2007 fue compositor en residencia en la Casa de Velázquez en Madrid. También recibió el apoyo de diferentes instituciones como la  Fundación Nadia y Lili Boulanger, el gobierno colombiano, la Academia Villecroze, las fundaciones Meyer, Tarrazi, Legs Saint Paul y el Georges Wildenstein (Academy of Fine Arts). Algunas de sus obras fueron comisionadas por la Sala de Conciertos Shizuoka (Japón), el Ministerio de Cultura francés, la Orquesta Nacional de Île-de-France, el Festival du Larzac, la SACEM, el IRCAM, Radio Francia y el Festival Steirisches Kammermusik.
Recibió diferentes premios entre los que se encuentran el Premio de la Fundación Salabert en 2004, el Premio del Foro Internacional para  Jóvenes Compositores en 2002 (Canadá), el Premio de la Universidad de Évry (Francia), el 'Premio Paso al Arte' (Colombia). 
Su trabajo incluye obras solistas (In/Out, para flauta baja, 2012), de cámara (La ventana de quimeras, 2006), orquestales (Fábulas sobre fabrica de fábulas, 2006) y para dispositivos electrónicos (Glide, 2000). Su música se programa regularmente en festivales de música contemporánea en Colombia, Francia, Inglaterra, Rusia, Austria, Italia, Portugal, España, Alemania, Canadá, y es retransmitida por la radio nacional francesa y colombiana. Su trabajo ha sido interpretado por importantes ensambles y solistas como el Ensemble Intercontemporain, Ensemble Court-Circuit, Ensemble l'Itinéraire, Ensemble 2e2m (Francia), Nouvel Ensemble Modern (Canada), New Music Studio (Rusia), Remix (Portugal), la Orchestre Nacional d'Ile de Francia, Christophe Desjardins, Peter Rundel, Mark Foster, Lorraine Vaillancourt, Jean Deroyer, Pascal Rophé, Susanna Mälkki y Pierre Roullier.
Sus obras son publicadas por BabelScores.
En 2013, un disco monográfico con sus obras de música de cámara fue lanzado, producido y financiado por la Sala de Conciertos de la Biblioteca Luis Ángel Arango en Bogotá, con el apoyo del Banco de la República de Colombia.
Luis-Fernando Rizo-Salom murió en un accidente de ala delta, deporte del que fue campeón de Francia en 2011.